# 菅伸子
菅 伸子（かん のぶこ、1945年10月3日 - ）は、日本のエッセイスト、主婦。旧姓は姫井（ひめい）。第94代内閣総理大臣である菅直人の妻。

## 来歴

### 生い立ち
1945年、岡山県浅口郡金光町（のちの浅口市）にて生まれた。父は医師であり、母は政治家を務めるなど、姫井家は地域の名門であった。兄の成は15代目である。
母親の姫井千恵子は金光町議会議員を務め、町議会議長となるなど、地方政界で活躍した。また、祖父の菅實も医師であると同時に、久米郡会議員だった。そのため姫井家は「普段から政治談議に花を咲かせる家庭だった｣という。

### 上京
金光学園を経て、津田塾大学の英文科に進学した。
伸子と半世紀の付き合いだという親友によれば「当初、彼女は大学の寮に入っていたんですが、3年生から菅直人さんの三鷹市の家で下宿を始めました。菅さんの父親と伸子さんの母親が兄妹でふたりは従姉弟同士。伸子さんが引っ越すと、ちょうど仕事の都合で菅さんの両親が三重に転勤になり、菅さんと菅さんの姉、伸子さんの3人が一つ屋根の下で生活するようになりました」という。
津田塾大学の学芸学部英文学科を卒業。卒業後も直人とともに東京に残るため早稲田大学文学部の仏文科に学士入学し、1970年に卒業する。

### 結婚
1970年の冬、菅直人と結婚する。しかし、いとこ婚となることから、姫井家や菅家の親族らから反対されたという。ジャーナリストの奥野修司によれば「伸子さんから聞いたのですが、伸子さんの母親が上京し、兄妹でもある双方の親が顔を突き合わせて話しあったそうです。ですが、そのうちに、日本は核武装すべきかどうかの大論争が始まり、結婚話はそっちのけ。何度か開かれた家族会議もそんな調子で、最後はみな疲れて寝てしまっていた、と言っていましたね」という。

### 政治活動

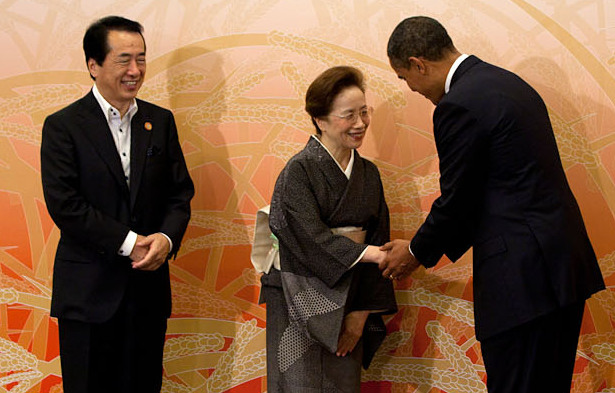
2010年11月13日、パシフィコ横浜にて内閣総理大臣菅直人（左）、アメリカ合衆国大統領バラク・オバマ（右）と

弁理士だった直人が参議院議員である市川房枝の選挙活動に伸子も参加した。直人自身が国会議員を目指し選挙に立候補するようになると、伸子もその選挙活動に参加するようになり生活者ネットとも強い信頼関係を築いた。また、鳩山幸とともに民主党に所属する国会議員らの妻を集め選挙支援団体を結成し、「お勝手」と「勝手連」を捩った「Oh! 勝ってレディース」と名付けた。細川佳代子らが参加。民主党候補の応援演説を盛んに行う。直人が内閣総理大臣に就任して以降も、第22回参議院議員通常選挙などで各候補の応援演説を行う。

### 執筆活動
菅直人の内閣総理大臣就任後、幻冬舎新書から「あなたが総理になって、いったい日本の何が変わるの」を出版。発売後1週間で6000部を売り上げ、菅直人が岩波書店から上梓した「大臣」の売上記録を抜いた。

## 発言
ファーストレディ
「ファーストレディ」との呼称は「元首の妻」を意味していると指摘している。大統領夫人ならファーストレディと呼んでもかまわないだろうが、日本には皇后陛下がいらっしゃるのだから、内閣総理大臣の妻をファーストレディと呼ぶのは皇后陛下をないがしろにする行為であると苦言を呈した。そのうえで「首相夫人」でよいのではないかと語った。
内閣総理大臣としての適性
2010年7月、参議院島根県選挙区での応援演説にて、民主党代表の菅直人と自由民主党総裁の谷垣禎一を比較し「夫は政治家に向いていると思う。首相に向いているかは私も分からない。でも自民党の谷垣（禎一総裁）さんよりはいい」と評した。

## 家族・親族
- 祖父：菅實（政治家・医師）
- 母：姫井千恵子（政治家）
- 岳父・おじ：菅寿雄（実業家）
- 義叔父：津下健哉（医学者）
- 夫・従弟：菅直人（元内閣総理大臣・立憲民主党最高顧問）
- 長男：菅源太郎(武蔵野市議会議員)
- 次男：菅真二郎 (獣医師)

|          |          |          |          |          |          |  |  |              |              |              |              |              |              |  |  | 菅實   |        |        |        |          |        |  |  |            |            |            |            |            |            |  |  |
|          |          |          |          |          |          |  |  |              |              |              |              |              |              |  |  |        |        |        |        |          |        |  |  |            |            |            |            |            |            |  |  |
|          |          |          |          |          |          |  |  |              |              |              |              |              |              |  |  |        |        |        |        |          |        |  |  |            |            |            |            |            |            |  |  |
| 津下健哉 | 津下健哉 | 津下健哉 | 津下健哉 | 津下健哉 | 津下健哉 |  |  | （實の二女） | （實の二女） | （實の二女） | （實の二女） | （實の二女） | （實の二女） |  |  | 菅寿雄 | 菅寿雄 | 菅寿雄 | 菅寿雄 | 菅寿雄   | 菅寿雄 |  |  | 姫井千恵子 | 姫井千恵子 | 姫井千恵子 | 姫井千恵子 | 姫井千恵子 | 姫井千恵子 |  |  |
| 津下健哉 | 津下健哉 | 津下健哉 | 津下健哉 | 津下健哉 | 津下健哉 |  |  | （實の二女） | （實の二女） | （實の二女） | （實の二女） | （實の二女） | （實の二女） |  |  | 菅寿雄 | 菅寿雄 | 菅寿雄 | 菅寿雄 | 菅寿雄   | 菅寿雄 |  |  | 姫井千恵子 | 姫井千恵子 | 姫井千恵子 | 姫井千恵子 | 姫井千恵子 | 姫井千恵子 |  |  |
|          |          |          |          |          |          |  |  |              |              |              |              |              |              |  |  |        |        |        |        |          |        |  |  |            |            |            |            |            |            |  |  |
|          |          |          |          |          |          |  |  |              |              |              |              |              |              |  |  | 菅直人 | 菅直人 | 菅直人 | 菅直人 | 菅直人   | 菅直人 |  |  | 菅伸子     | 菅伸子     | 菅伸子     | 菅伸子     | 菅伸子     | 菅伸子     |  |  |
|          |          |          |          |          |          |  |  |              |              |              |              |              |              |  |  | 菅直人 | 菅直人 | 菅直人 | 菅直人 | 菅直人   | 菅直人 |  |  | 菅伸子     | 菅伸子     | 菅伸子     | 菅伸子     | 菅伸子     | 菅伸子     |  |  |
|          |          |          |          |          |          |  |  |              |              |              |              |              |              |  |  |        |        |        |        |          |        |  |  |            |            |            |            |            |            |  |  |
|          |          |          |          |          |          |  |  |              |              |              |              |              |              |  |  |        |        |        |        | 菅源太郎 |        |  |  |            |            |            |            |            |            |  |  |

### 家系
『週刊新潮』（2010年6月17日号）136頁によると、
｢伸子さんの実家姫井家は江戸時代から代々続く医者の家柄。兄成氏で15代目だそうだ。一方、伸子さんの母親は金光町で町会議長を務めたこともあり、普段から政治談議に花を咲かせる家庭だったという｣。

## 著作
- 菅伸子著『あなたが総理になって、いったい日本の何が変わるの』幻冬舎、2010年。ISBN 9784344981737

## 出演

### 映画
- 劇場版 センキョナンデス（2023年2月18日、監督：ダースレイダー、プチ鹿島）